# Miguel Lizarazu
Miguel Lizarazu, né le 18 novembre 1924 à Usurbil et mort le 24 décembre 2002 à Saint-Sébastien,, est un coureur cycliste espagnol. Lors de sa carrière, il participe à des compétitions sur route et en cyclo-cross.

## Biographie
Actif durant les années 1940, Miguel Lizarazu est devenu champion d'Espagne de cyclo-cross à quatre reprises. Il a également remporté diverses courses basques comme la Subida a Arrate, où il s'est imposé deux fois. Son frère aîné Sotero a lui aussi été coureur cycliste. 

## Palmarès
- 1943
  -  Champion d'Espagne de cyclo-cross
  - Prueba Loinaz
  - Vuelta al Valle de Léniz[3]
  - 2e de la Prueba Villafranca de Ordizia
- 1944
  - 2e du championnat d'Espagne de cyclo-cross
  - 3e de la Subida a Arantzazu
- 1945[3]
  -  Champion d'Espagne de cyclo-cross
  - Champion du Guipuscoa sur route
  - Subida a Estibaliz
  - 2e étape du Tour du Guipuscoa
  - Subida a Arantzazu
  - Prueba Pentecostes
  - 2e de la Prueba Loinaz
  - 3e du Circuit de Getxo
- 1946
  -  Champion d'Espagne de cyclo-cross
  - Champion du Guipuscoa sur route[3]
  - 2e de la Subida a Arantzazu
  - 2e de la Prueba Loinaz
  - 2e du Circuit de Getxo
  - 3e de la Subida a Arrate
  - 3e du Grand Prix de Biscaye
- 1947
  - Subida a Arrate
  - 2e du championnat d'Espagne de cyclo-cross
  - 3e de la Subida a la Cuesta de Santo Domingo
- 1948
  -  Champion d'Espagne de cyclo-cross
  - Subida a Arrate